# Teräsbetoni
I Teräsbetoni sono un gruppo musicale heavy metal finlandese. Il loro nome significa letteralmente "cemento d'acciaio", il modo in cui i finlandesi indicano il "cemento armato".
Il loro primo album, Metallitotuus, venne pubblicato nel 2005 e, con oltre 30 000 copie vendute in Finlandia, diventò disco di platino.
Hanno partecipato all'Eurovision Song Contest 2008 con il brano Missä miehet ratsastaa. Il loro stile musicale è stato influenzato da band come i Manowar. I testi della band fanno ampio riferimento alla vita guerriera pagana e alla "fratellanza del metallo". I membri della band hanno affermato che la band è fondata sul divertimento dei membri stessi nel fare musica. Il 20 agosto 2011, sulla propria pagina MySpace, la band ha affermato che si sarebbe presa una pausa sia dalle tournée che dalla produzione di nuovo materiale.

## Storia

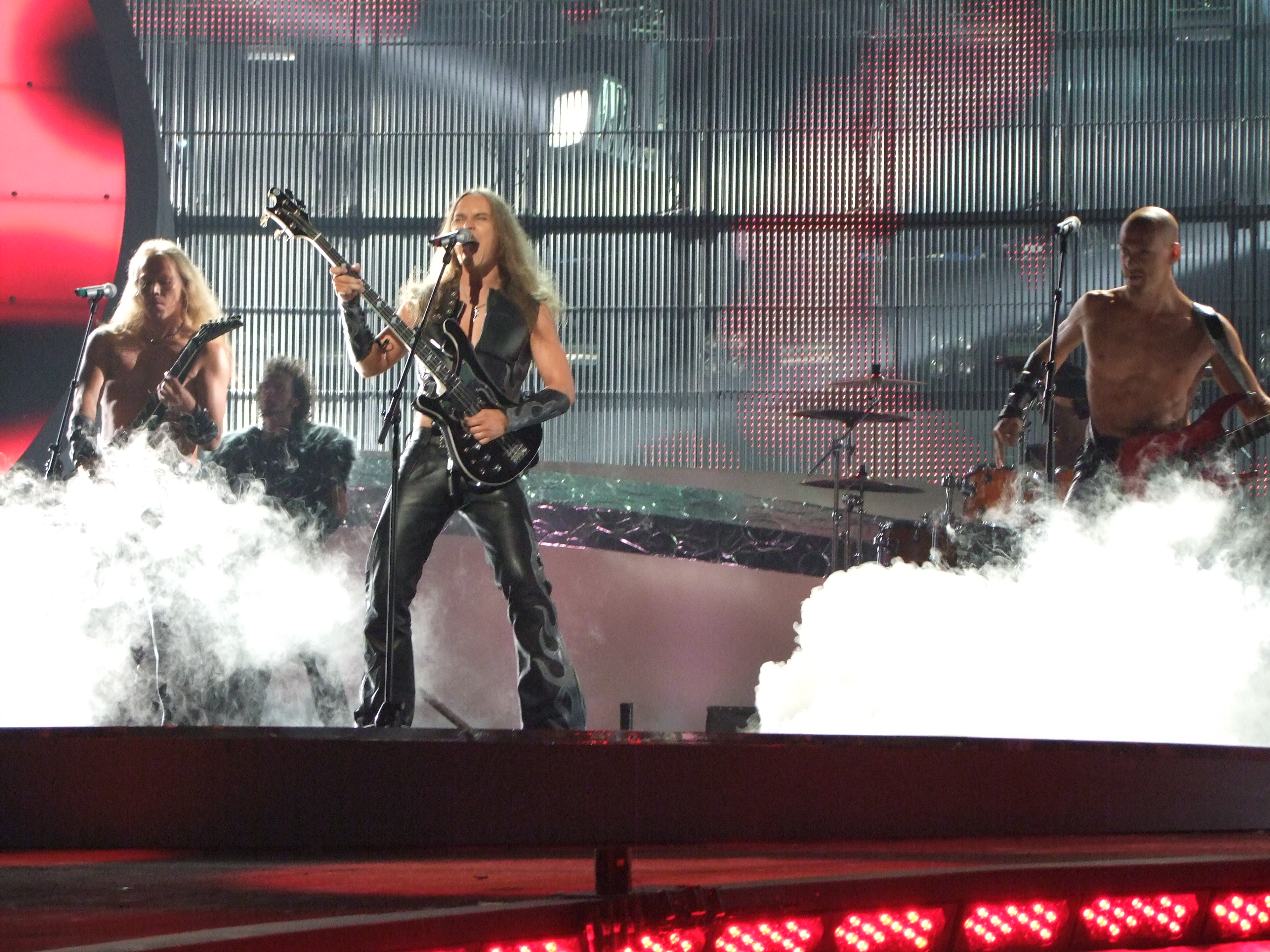
I Teräsbetoni all'Eurovision Song Contest 2008.

Jarkko Ahola, Arto Järvinen, e Viljo Rantanen si sono incontrati nel 2002 e decisero di formare una band. Jari Kuokkanen si unì alla band come batterista temporaneo, ma poi decise di rimanere come membro effettivo. Il nome per la band fu proposto da Rantanen. Le prime canzoni della band Teräsbetoni, Teräksen varjo e Maljanne nostakaa vennero pubblicate nel 2003 nella homepage della band.
La band cominciò a divenire popolare nei circoli underground contemporaneamente allo spargimento della voce dell'esistenza del gruppo. I circoli cominciarono una petizione per far sì che la band ottenesse un contratto discografico per la pubblicazione di un album. Nel 2004 si esibirono per la prima volta dal vivo e sulla loro homepage fu inserita una versione live di Taivas lyö tulta. Nei loro primi concerti proponevano spesso cover di Rainbow in the Dark di Ronnie James Dio e di Metal Warriors dei Manowar. Alla fine del 2004 la band firmò con la Warner Music Finland e cominciò la registrazione del singolo Taivas lyö tulta nel dicembre 2004. Il singolo fu pubblicato il 2 febbraio 2005 che nella prima settimana arrivò in cima alle classifiche finlandesi.
L'incisione dell'album Metallitotuus cominciò nel gennaio 2005 e venne pubblicato il 6 aprile 2005. Durante la prima settimana nelle classifiche finlandesi si posizionò al secondo posto e rimase in classifica per ventinove settimane. Uno dei singoli estratti dall'album fu Orjatar. Taivas lyö tulta venne scelta come goal score per la squadra di hockey finlandese durante il Karjala Tournament.
Metallitotuus divenne disco di platino in Finlandia (ciò significa che ha venduto almeno 30 000 copie) nell'anno di pubblicazione con quasi 33 000 copie vendute diventando il terzo album hard rock più popolare in Finlandia del 2005. Nel giugno 2006 venne pubblicato il secondo album della band, Vaadimme metallia. Nello giorno di pubblicazione, non divenne per poco disco d'oro (che in Finlandia corrisponde a 15 000 copie vendute).
La band partecipò come esponente della Finlandia all'Eurovision Song Contest 2008 con la canzone  Missä miehet ratsastaa. Nella finale, la band si è piazzata ottava con 79 punti.
Il 19 marzo 2008 è stato pubblicato il terzo album della band, Myrskyntuoja. Il 24 novembre 2010 la band ha pubblicato il suo quarto album intitolato Maailma tarvitsee sankareita.

## Formazione
- Jarkko Ahola - voce, basso
- Arto Järvinen - chitarra, cori
- Viljo Rantanen - chitarra
- Jari Kuokkanen - batteria

## Discografia

### Album
- 2005 – Metallitotuus
- 2006 – Vaadimme metallia
- 2008 – Myrskyntuoja
- 2010 – Maailma tarvitsee sankareita

### Singoli
| Anno | Titolo                       | Album                        |
| ---- | ---------------------------- | ---------------------------- |
| 2005 | Taivas lyö tulta             | Metallitotuus                |
| 2005 | Orjatar                      | Metallitotuus                |
| 2005 | Vahva kuin metalli           | Metallitotuus                |
| 2005 | Metallisydän                 | Metallitotuus                |
| 2006 | Älä mene metsään             | Metallitotuus                |
| 2006 | Viimeinen tuoppi             | Vaadimme metallia            |
| 2008 | Missä miehet ratsastaa       | Myrskyntuoja                 |
| 2008 | Paha sanoo                   | Myrskyntuoja                 |
| 2010 | Maailma tarvitsee sankareita | Maailma tarvitsee sankareita |
| 2010 | Uudestisyntynyt              | Maailma tarvitsee sankareita |
| 2010 | Metalliolut                  | Maailma tarvitsee sankareita |